# 白須慶子
白須 慶子（しらす けいこ、1985年2月27日 - ）は、山梨県出身の女優。株式会社ぱあとなあ所属。

## 来歴
2005年 第35回信玄公祭り前夜祭で行われた第3回湖衣姫コンテストでグランプリを獲得する。
2006年から2007年まで初代ヴァンフォーレクイーン(日本プロサッカーリーグ・ヴァンフォーレ甲府のマスコットガール)を務める。
2006年9月1日より、ウェザーニューズおは天にてキャスターを務める。
上京して女優活動を開始後、山梨県より「やまなし大使」に任命される。
2013年から山梨県水晶宝飾協同組合のジュエリー大使を務める。
2014年からリニア見学センター広報サポーターを務め、県内外のイベントで活動を行っている。
2016年に文化芸能活動を通じて甲府のPRに貢献した功績について、首都圏甲府会より表彰を受ける。
2016年11月に地元の山梨県都留市をPRする「つる大使」に任じられる。
2017年3月に山梨県身延町にある西嶋和紙共同工業組合のPR役として名誉組合長に任命される。
2023年 第50回信玄公祭りにおいて、山本勘助役として出演した。武田信玄役を演じた冨永愛とともに、初の女性起用であった。

## 人物・エピソード
- 特技は弓道、日本舞踊など[6]。
- 2023年10月時点で、やまなし大使、つる大使、ジュエリー大使、山梨日本酒大使、リニア見学センター広報サポーター、身延町観光大使、西嶋和紙共同工業組合名誉会長を務めている[6]。

## 出演

### ラジオ
FM FUJI
- 白須慶子のやまなしchooseTuesday!（2024年4月2日 - ）

### テレビドラマ
NHK
- 梅ちゃん先生（2012年） - 看護師
- 平清盛（2012年） - 侍女
- 八重の桜（2013年） - 岡村すま子
- そこをなんとか2（2014年、NHK BSプレミアム） - 小松瑞穂
- 花燃ゆ（2015年）
- 半分、青い。（2018年4月2日）

日本テレビ
- 臨床犯罪学者 火村英生の推理 第1話（2016年）

フジテレビ
- やんごとなき一族 第2話（2022年4月28日）- 日本舞踊生徒B 役

テレビ朝日
- 拘置所の女医（2011年）
- 濃姫II〜戦国の女たち（2013年） - 茶筅丸の母

テレビ東京
- モリのアサガオ新人刑務官と或る死刑囚「絆」の物語（2010年） - 渡瀬満の母
- 新春ワイド時代劇影武者徳川家康（2014年） - お亀の方

毎日放送
- 飴色パラドックス（2022年）

山梨放送
- 甲州戦記サクライザーシーズン4（2013年） - 高坂慶子

### テレビ番組
BS-TBS
- 水戸黄門〜伝統工芸漫遊記〜 加賀百万石・金沢編[7]

BS11
- 石川和雄の政策談義ひざづめ60分 - アシスタント [8]

### 映画
- 60歳のラブレター（2009年） - 看護師
- TOKYOてやんでぃ〜The StoryTeller's Apprentice〜（2013年） - 白鳥靖子役
- かぐらめ（2015年） - 小林妙子 役
- 丑刻二参ル（2015年） - 丑刻の女性／女性の母（写真）役 [9]
- 鳩のごとく 蛇のごとく 斜陽 (2022年) - 上原スガ子 役 [10]

### テレビアニメ
- スーパーカブ（2021年） - 家庭科教師 役[11]

### CM
- スポーツ振興くじ BIG SPORTS JAPAN PROJECT 助成事業紹介CMレポーター[12]
- 山梨中央銀行 カードローンwakuwakuエブリ[13]
- 都留CM「つるに恋したOL編」[14]

### 舞台
- 劇団うわの空・藤志郎一座35回本公演『ボクがひとりで唄う歌 fine2012』（2012年5月 - ）（紀伊國屋ホール）
- 甲斐レジスタンス（2013年） - 海野智子[15]
- 舞台版TOKYOてやんでぃ（2013年） - 白鳥靖子役
- 新撰組あと始末記（2015年）（築地本願寺ブディストホール）[16]
- 『学園探偵 薔薇戦士』シリーズ（2015年 - ） - 紅乃木麗華 役[17]
  - 学園探偵 薔薇戦士（2015年）（シアターKASSAI） [18]
  - 放課後探偵 薔薇戦士（2016年）（シアターグリーン BIG TREE THEATER）
  - 学園探偵 薔薇戦士 〜エピソードゼロ・薔薇戦士誕生〜（2017年）（シアターグリーン BOX in BOX THEATER）
  - 学園探偵 薔薇戦士 〜薔薇戦士誕生〜（2020年）（萬劇場）
  - 学園探偵 薔薇戦士 〜痴漢退治はお任せあれ！〜（2024年）（ポケットスクエア ザ・ポケット）
- SORRY BABY（2016年）（甲府市桜座）
- 演劇ユニット 金の蜥蜴 第13回公演 葵上（2018年）-葵の上 役（築地本願寺ブディストホール） [19]
- 今昔舞踊劇「怪14」（2018年）- 語り（甲斐善光寺）[20]
- 演劇ユニット 金の蜥蜴 第14回公演 荊姫（2019年）（築地本願寺ブディストホール） [21]
- 今昔舞踊劇「怪15」（2019年）- 出演（甲斐善光寺）[20]
- 春雪（2019年）（シアター風姿花伝）
- 演劇ユニット 金の蜥蜴 第15回公演 一角仙人（2019年）（ポケットスクエア ザ・ポケット） [22]
- 今昔舞踊劇「怪16」（2020年）- ナレーション（甲斐善光寺）[20]
- 能GEKI vol.1 葵上×一角仙人（2021年）（EARTH+GALLERY）[23]
- 能GEKI vol.2 通小町×羽衣（2021年）（EARTH+GALLERY）[24]
- 舞台「沙也可」（2021年）（渋谷区文化総合センター大和田 伝承ホール）[25]
- 今昔舞踊劇「怪17」（2021年）（甲斐善光寺）[20]
- 演劇ユニット 金の蜥蜴 第16回公演 砧（2021年）（ポケットスクエア テアトルBONBON） [26]
- 能GEKI vol.3 鉄輪×隅田川（2022年）（EARTH+GALLERY）[27]
- 舞台「潜入秘密探偵」（2022年）（新宿シアターミラクル）[28]
- 劇団 鵺の宴 月の金魚（2022年）（千代田区立内幸町ホール）[29]
- 演劇ユニット 金の蜥蜴 月花抄（2022年）（シアター・アルファ東京） [30]
- 劇団大樹 舞台『ひめごと』（2022年）（小劇場てあとるぽう）[31]

### 朗読
- 朗読劇ほかほか第1回（山梨県立図書館）（2014年1月）[32]
- かいぶらり朗読の集い 朗読劇ほかほか第2回（山梨県立図書館）（2014年10月）[32]
- ミュージアム都留 新春・朗読会 白須慶子さんが読む都留市の民話（2015年1月）[33]
- 甲州弁での童話朗読会＆鉄道の歌披露（山梨県リニア見学センター）（2016年1月）[34]
- かいぶらり朗読の集い 朗読劇ほかほか第8回（山梨県立図書館）（2023年2月）[35]

### Web映像
- 映像教材「刑事訴訟(捜査編)」（2022年6月）（名古屋大学）[36]